# Arbanūs
Arbanūs (persiska: اربنوس) är en ort i Iran.   Den ligger i provinsen Västazarbaijan, i den nordvästra delen av landet, 500 km väster om huvudstaden Teheran. Arbanūs ligger 1 655 meter över havet och antalet invånare är 202.
Terrängen runt Arbanūs är huvudsakligen kuperad, men åt nordväst är den platt. Runt Arbanūs är det ganska tätbefolkat, med 155 invånare per kvadratkilometer. Närmaste större samhälle är Būkān, 19,0 km sydväst om Arbanūs. Trakten runt Arbanūs består i huvudsak av gräsmarker.